# Тауба
Та́уба или тавба (араб. تَوْبَة‎) в исламе — покаяние, молитва Аллаху о прощении грехов. Покаяние, совершаемое часто после каждого греха называется «тауба аль-истигфар». Покаяние от какого-либо греха, совершаемое одновременно с намерением более не совершать его, называется «тауба ан-насух». Такому покаянию необходимо неукоснительно следовать.
Одной из форм молитвы о прощении является простой двухракаатный намаз, который совершается, когда верующий раскаивается в своих грехах. Этот намаз совершают как обычный дополнительный (нафиль) намаз. После суры «Аль-Фатиха» читают любую другую суру. Совершив этот намаз, поднимают руки в дуа, проявляя смирение и покорность (хушу’ и худу’) и плачут пред Аллахом, прося у него прощения.
О необходимости совершения покаяния говорится во многих коранических аятах и хадисах. Покаяние является обязательным (фард) действием после любого совершённого греха и опаздывать с ним нельзя. Покаяние совершается путём закрепления его в сердце и выражения языком. При выполнении всех условий совершения покаяния мусульманин должен надеяться на то, что Аллах простит его.
В суре Аль-Маида говорится:

Аллах примет покаяние того, кто раскается после совершения несправедливости и исправит содеянное, ибо Аллах — Прощающий, Милосердный.

Оригинальный текст (ар.)فَمَن تَابَ مِن بَعْدِ ظُلْمِهِ وَأَصْلَحَ فَإِنَّ اللَّهَ يَتُوبُ عَلَيْهِ إِنَّ اللَّهَ غَفُورٌ رَّحِيمٌ— Коран 5:29 (Кулиев)
Девятая сура Корана также носит название «Тауба». Она состоит из 129 аятов. Все аяты, кроме последних двух, были ниспосланы в Медине.